# John Hackett
John Hackett – brytyjski flecista, kompozytor, multiinstrumentalista, producent muzyczny i wokalista. Jest młodszym bratem gitarzysty Steve'a Hacketta, z którym wielokrotnie wspólnie nagrywał, a także koncertuje.
Uczestniczył w koncertach m.in. The English Flute Quartet i Westminster Camerata, jak i nagraniach oraz koncertach swojego brata, Steve'a Hacketta. Jest także członkiem tria Symbiosis grającego ambient oraz głównym muzykiem John Hackett Band.
Jego debiutancki album rockowy z 2005 pt. Checking Out of London składa się wyłącznie z własnych kompozycji i stanowi efekt jego współpracy jako producenta muzycznego z Nickiem Magnusem.

## Dyskografia

### Ze Steve'em Hackettem
- Voyage of the Acolyte (1975)
- Please Don’t Touch (1978)
- Spectral Morning (1979)
- Defector (1980)
- Cured (1981)
- Bay Of Kings (1983)
- Momentum (1988)
- Time Lapse (live) (1992)
- The Unauthorised Biography (1992)
- Watcher of the Skies: Genesis Revisited (1996)
- A Midsummer Night’s Dream (1997)
- Darktown (1998)
- Sketches Of Satie (2000)
  - kompozycje na fortepian Erika Satie w transkrypcji na flet (John Hackett) i gitarę (Steve Hackett)
- Guitare Classique (2002)
- Hungarian Horizons (DVD, 2002)
- Live Archive (2001)
- To Watch The Storms (2003)
- Metamorpheus (2005)
- Wild Orchids (2006)

### Z innymi
- The Road (Quiet World, 1970)
- The Geese And The Ghost (Anthony Phillips, 1977)
- The Song of the Peach Tree Spring (Symbiosis, 1988)
- Mirage And Reality (Mae McKenna, 1991)
- Touching the Clouds (Symbiosis, 1995)
- Amber and Jade (Symbiosis, 1996)
- Inhaling (Green Nick Magnus, 1999)
- Sea of Light (Symbiosis, 1999)
- Tears of the Moon (Symbiosis, 2001)
- Hexameron (Nick Magnus, 2004)
- Children of Another God (Nick Magnus, 2010)
- Live 2010 (John Hackett & Nick Magnus, 2011)

### Solo
- Velvet Afternoon (2004) (Johna Hacketta kompozycje klasyczne na flet i fortepian)
- Checking Out Of London (2005) (debiut rockowy z naciskiem na gitary przy braku fletu)
- Red Planet Rhythm (2006)
- Prelude to Summer - for Flute & Guitar (2008) [z udziałem brata Steve'a Hacketta oraz Chrisa Glassfielda]